# Маческий сельсовет
Маческий сельсовет — с 2013 года упразднённая административная единица на территории Березинского района Минской области Республики Беларусь.

## История
Упразднён 28 мая 2013 года.

## Состав
Маческий сельсовет включал 28 населённых пунктов:
- Бабинка — деревня.
- Березовка — деревня.
- Боровица — деревня.
- Быковичи — деревня.
- Волы — деревня.
- Вьюновка — деревня.
- Гужик — деревня.
- Дашница — деревня.
- Дубровка — деревня.
- Дулебы — деревня.
- Журовок — деревня.
- Забродье — деревня.
- Задорье — деревня.
- Калиновка — деревня.
- Карбовское — деревня.
- Козлов Берег — деревня.
- Лосевка — деревня.
- Любушаны — деревня.
- Маческ — деревня.
- Нестеровка — деревня.
- Новые Приборки — деревня.
- Подосово — деревня.
- Пчелинск — деревня.
- Рубеж — деревня.
- Старые Приборки — деревня.
- Тересино — деревня.
- Хутор — деревня.
- Ягодка — садовое товарищество.